# NGC 5332
NGC 5332 (другие обозначения — UGC 8773, MCG 3-35-30, ZWG 102.70, PGC 49243) — галактика в созвездии Волопас.
Этот объект входит в число перечисленных в оригинальной редакции «Нового общего каталога».